# Batavia (City, New York)
Batavia ist eine Stadt (City) im Genesee County des US-Bundesstaates New York in den Vereinigten Staaten von Amerika. Das Stadtgebiet ist vollständig von der Town Batavia umgeben, jedoch nicht Teil dieser Verwaltungseinheit.

## Geographie
Batavia liegt, wie das gesamte Genesee County, in einer durch Gletscher und den Schmelzwassersee Lake Tonawanda der letzten Kaltzeit (Wisconsin Glaciation) geprägten Landschaft. Das Stadtgebiet ist daher weitgehend flach; der Boden sandig. Größter Wasserlauf ist der Tonawanda Creek, der von Süden kommend ins Stadtgebiet und von dort gen Westen zum etwa 55 km entfernten Niagara River fließt.
Der Ontariosee befindet sich rund 40 km nördlich von Batavia. Buffalo und das nordöstliche Ende des Eriesees liegen etwa 65 km westlich von Batavia, Rochester rund 55 km nordwestlich.

## Geschichte
Zu Beginn des 18. Jahrhunderts war das heutige Genesee County ein Teil des (Jagd-)Gebiets der Seneca. Nach der Amerikanischen Revolution erfolgte die Erschließung durch europäische Siedler. Nahezu das gesamte westlich des Genesee Rivers gelegene Land im Staat New York wurde dazu im Dezember 1792 sowie Februar und Juli 1793 in drei Teilen an die Holland Land Company verkauft. Ziel dieser initial über Treuhänder von 13 niederländischen Investoren gehaltenen Gesellschaft war, die damals überwiegend bewaldete Fläche möglichst schnell mit Gewinn an Siedler weiterzuverkaufen.
Eine Siedlung Batavia, benannt nach der Batavischen Republik, wird 1798 erstmals erwähnt. Die Holland Land Company richtete dort 1801 ihr erstes Land Office zur Verwaltung der Landvermessung und des Parzellenverkaufs ein. Nachdem die Region zunächst zum Ontario County gehört hatte, wurde 1802 das gesamte an die Holland Land Company verkaufte Gebiet im neuen Genesee County zusammengefasst. Aus der Fläche dieses Countys wurden in den folgenden 40 Jahren weitere neun Counties abgespalten. County Seat des Genesee County wurde Batavia.
Zugleich wurde 1802 als weitere Verwaltungsebene eine Town Batavia gegründet, zu der unter anderem der Ort Batavia zählte. Dieser wurde ab 23. April 1823 rechtlich als Village geführt. Zu diesem Zeitpunkt hatte der Ort etwa 1.500 Einwohner.
1826 verschwand ein Einwohner Batavias, William Morgan, nachdem er mit seinem Freimaurer-Orden im nahegelegenen Ley Roy unzufrieden geworden war und Geheimnisse zu verraten plante. Morgans Verbleib wurde nie aufgeklärt, doch wurde allgemein ein Verbrechen unter Beteiligung von Freimaurern angenommen. Dies war ein wesentlicher Faktor für die Gründung der Anti-Masonic Party im Jahr 1828.
Der Eriekanal, der die wirtschaftliche Entwicklung des westlichen Teils des Bundesstaats New York allgemein stark beschleunigte, tangierte Batavia nicht direkt, sondern führte nördlich davon durch das Orleans County. Zwar war Batavia 1837 mit Eröffnung der Tonawanda Railroad an die zweite öffentliche Eisenbahnstrecke im Bundesstaat New York angeschlossen, doch wuchsen die sowohl an den Großen Seen als auch am Eriekanal gelegenen Städte Buffalo und Rochester deutlich schneller als Batavia. Mit der 1853 in die New York Central Railroad aufgegangenen Tonawanda Railroad sowie in den folgenden Jahren eröffneten Strecken der Erie Railroad und Lehigh Valley Railroad wurde Batavia jedoch ein regionaler Eisenbahnknotenpunkt.
1915 verlieh der Bundesstaat dem Ort Batavia das Stadtrecht und die verwaltungstechnische Unabhängigkeit von der gleichnamigen Town. Wirtschaftlich wurde Batavia zu einer kleinen Industriestadt im ansonsten landwirtschaftlich geprägten County. Das größte einzelne Unternehmen war die 1868 gegründete Johnston Harvester Company zur Produktion von Erntemaschinen, die 1910 von Massey-Harris (ab 1953: Massey Ferguson) erworben wurde. Das Werk, das zeitweise 2.000 Mitarbeiter beschäftigte, wurde 1959 geschlossen.
Die Abwanderung verarbeitender Industrie setzte sich wie in anderen Städten des Rust Belts in den folgenden Jahrzehnten fort. So schloss 1992 die Maschinenbaufabrik O&K Trojan, die 1920 als Yale & Towne Manufacturing Company gegründet, 1982 an die Faun-Werke und damit 1986 an Orenstein & Koppel verkauft wurde. Das Werk, das unter der Marke Trojan vor allem Radlader produzierte, beschäftigte zu Höchstzeiten 500 Mitarbeiter und war Namensgeber des ortsansässigen Profi-Baseballteams Batavia Trojans.
Zum Bauzeitpunkt der ersten Bahnstrecken lag der Ort großteils nördlich der Bahnanlagen, dehnte sich jedoch in den folgenden Jahrzehnten auch Richtung Süden aus. Die stark befahrene, in der ersten Hälfte des 20. Jahrhunderts viergleisige Hauptstrecke der New York Central Railroad stellte mit zahlreichen Bahnübergängen ein zunehmendes Verkehrshindernis dar. Von 1951 bis 1957 wurde die Strecke daher an den Südrand der Stadt verlegt, wo auch ein neuer Bahnhof für den bis 1971 angebotenen Personenverkehr errichtet wurde. Auf der bisherigen Trasse verblieben nur Anschlussgleise.

## Infrastruktur
Die Fernstraße Interstate 90 führt nördlich der Stadt in Ost-West-Richtung durch die Town Batavia und ist dort Teil des New York State Thruway.
Die ursprünglich durch die Tonawanda Railroad errichtete und durch die New York Central Railroad vielfach adaptierte Bahnstrecke wird seit 1999 durch CSX Transportation betrieben. Sie wird auch von Amtrak-Personenzügen genutzt, die in Batavia jedoch keinen Halt einlegen. Lokaler Schienengüterverkehr wird auch durch die Depew, Lancaster and Western Railroad erbracht, die Anschlussgleise auf der ursprünglichen New York Central Railroad-Trasse sowie ein Reststück der in der Region ansonsten stillgelegten Lehigh Valley-Bahnstrecke bedient.

## Sport
In Batavia ist mit den Batavia Muckdogs im Dwyer Stadium ein Minor-League-Baseballteam der New York – Penn League ansässig. Die Stadt ist damit einer der kleinsten Orte der USA mit einer professionellen Baseballmannschaft. Das heutige Team geht auf die 1939 gegründeten Batavia Clippers zurück. 1957 wurde der Name in Batavia Indians und 1961 in Batavia Pirates geändert, ehe die Mannschaft ab 1966 als Batavia Trojans spielte. Von 1988 bis 1997 wurde erneut die ursprüngliche Bezeichnung Batavia Clippers verwendet, die auf eine Johnston Harvester-Erntemaschine zurückgeht. Major League Affiliate der Mannschaft sind seit 2012 die Miami Marlins.

## Söhne und Töchter des Orts
- Charles H. Burke (1861–1944), Politiker im US-Repräsentantenhaus
- Albert G. Burr (1829–1882), Politiker im US-Repräsentantenhaus
- William Henry Comstock (1830–1919), Politiker im Unterhaus von Kanada
- Teal Fowler (* 1970), Eishockeyspieler
- John Gardner (1933–1982), Schriftsteller
- Augustus Hall (1814–1861), Politiker im US-Repräsentantenhaus
- David Johnson (1940–2021), Komponist und Musiker
- Bill Kauffman (* 1959), Schriftsteller
- Philip Klein (* 1985), Filmkomponist und Orchestrator
- Emmeline Moore (1872–1963), Biologin, Ökologin und Hochschullehrerin
- Julian Sidney Rumsey (1823–1886), Bürgermeister der Stadt Chicago
- J. C. Tretter (* 1991), American-Football-Spieler